# スポード
スポード（Spode）はイギリスの陶磁器メーカー。英国4大名窯のひとつ。

## 沿革
1770年、陶芸家のジョサイア・スポードによって創業。焼き物の町として知られるストーク＝オン＝トレントに開設した陶器工場が始まり。1778年スポード1世は、息子のスポード2世にロンドンのショウルームを開設させる。2世は7歳のときから陶器を作り始めたといわれる。14年後の1784年に初代スポードは銅版転写技術による下絵付け技法を開発した。18世紀末(1799年という説あり)、材料の組成や焼成技術に改良を重ね、当時は未完成だったボーンチャイナを完成させる。カオリン、クレイ、岩石を混ぜ合わせて作るハードペーストで磁器よりも高強度でかつ簡単に製造できる。また、白く透きとおった美しいのが特徴。さらに陶器と磁器の両方の長所をもつストーン・ウェアの開発にも成功。これにより1806年、ジョージ4世（当時はまだ皇太子ウェールズ）より英国王室御用達としてロイヤル・ウォラント(王室委任状)の称号を授かった。1833年、スポード3世の時、ロンドン市長を務めた事業家のウィリアム・テイラー・コープランド、トーマス・ガーレットらに実質上買収される。その後、販路の拡大に成功し、イギリスの代表的メーカーのひとつに成長。1842年、ボーン・チャイナと同じ焼成方法の磁器で、骨灰を50パーセント以上含んだ組成のファインチャイナの製造に成功。1847年、W. T. コープランドが、正式にオーナーとなる。1867年、W. T. コープランドの4人の息子がパートナーとなった後、社名を W.T. Copeland & Sons.と改名。1970年、会社の名前を、Spode Ltd.に復刻。現在は、ロイヤルウースタースポード（Royal Worcester Spode Ltd.）の所有するブランドのひとつとなっている。
初代スポードが開発した銅版転写技術を現在でも堪能できるのが、1816年に発表された「ブルーイタリアン」である。古代ローマをモチーフに描いた図案は200年近くもスポードの定番品として世界中で愛されている。

## 代表作
- ブルーイタリアン - 1816年発売[1]。
- トラップネル・スプレイズ
- カンタベリー・ベル
- ブルーコロネル